# Chiesa di San Giovanni Battista (Pontebba)
La chiesa di San Giovanni Battista si trova nel comune di Pontebba e più precisamente nel quartiere di Pontebba Nova.

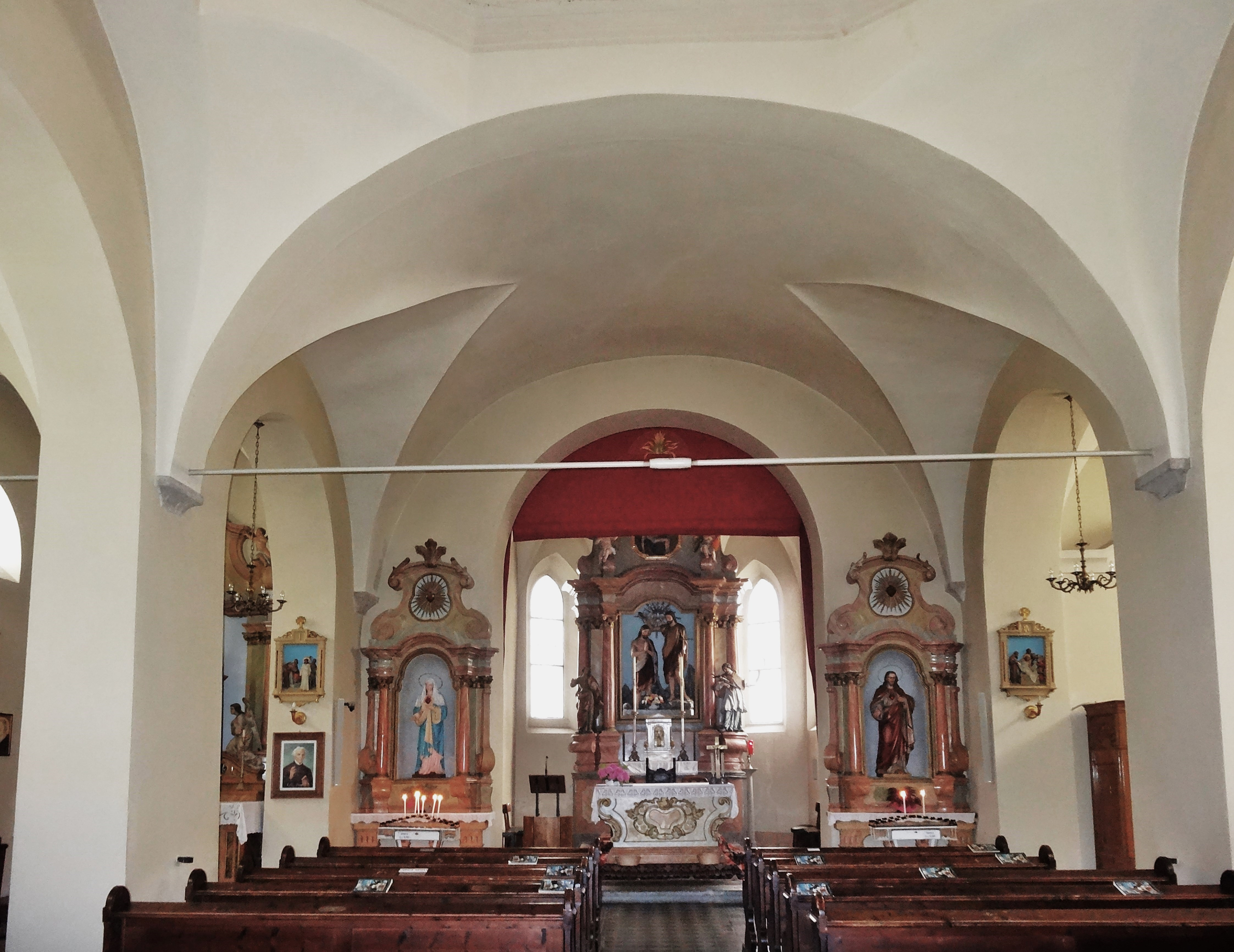
L'interno della chiesa

## Storia
Questa chiesa fu costruita nel 1713 e venne consacrata nel 1784.
Intorno al 1830 fu edificato il protiro, demolito nel Novecento e ricostruito tra il 2004 e il 2005 in forme più piccole.